# 道の駅アルプ飛騨古川
道の駅アルプ飛騨古川（みちのえき アルプひだふるかわ）は、岐阜県飛騨市古川町上町にある国道41号の道の駅である。

## 主な施設
- 駐車場
  - 普通車：120台[6][2]
  - 大型車：27台[2]
  - 身障者用 : 2台[2]
- トイレ（いずれも24時間利用可能）
  - 男：大 5器、小 10器
  - 女：11器
  - 身障者用：1器
- 飛騨産直市 そやな（農産物直売所、8:00 - 17:00）[7][8]
  - 2022年（令和4年）7月2日に新設オープン[4][5][8]。施設名は飛騨弁の「そうだ」を意味する「そやな」が由来となっており[4][8]、飛騨市原産の広葉樹を使用した建物となっている[4][5][7]。なお、当初は2022年春の開業を予定していたが、木材不足による「ウッドショック」に伴い開業を遅らせることになった[3]。
- 売店（9:00 - 17:00、11月から3月は9:00 - 16:00）[2]
- レストラン（9:00 - 17:00）[2]
- そば処（11:00 - 14:00）[2]

### 管理団体
- 設置者：飛騨市[4]
- 指定管理者：地場産市場ひだ合同会社[4][5]

## 休館日
- 飛騨産直市 そやな：年末年始[8]
- レストラン・そば処：毎週水曜日[2]

## アクセス
- 国道41号 - 登録路線

## 周辺
- 天生峠